# Politique de la ville

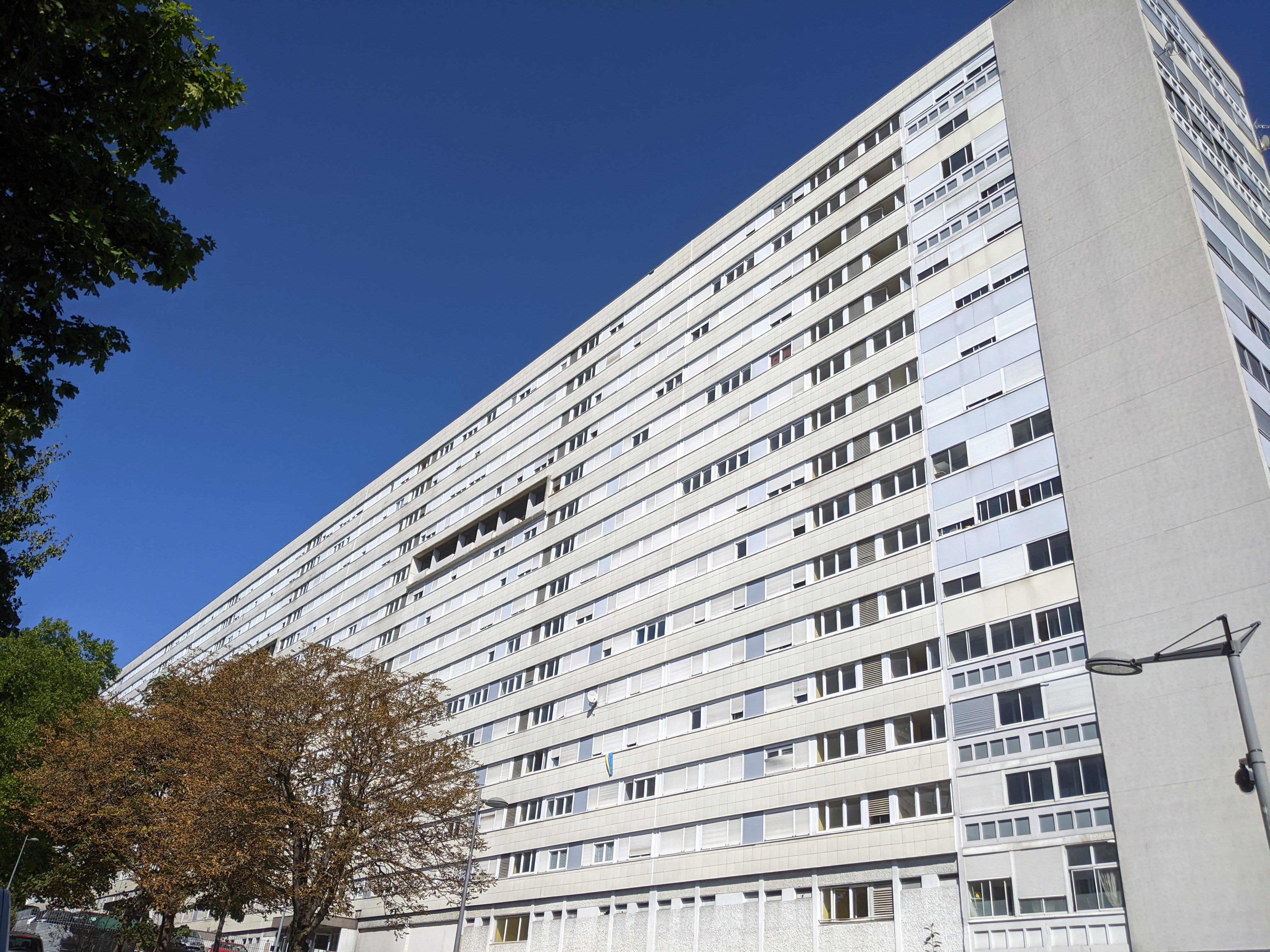
La Duchère, Lyon.

La politique de la ville, appelée aussi politique urbaine, consiste en un ensemble d'actions de l'État français visant à revaloriser certains quartiers urbains dits « sensibles » ou « prioritaires » et à réduire les inégalités sociales entre territoires.
Apparue au début des années 1980 à la suite des émeutes urbaines comme celles dans la cité des Minguettes à Vénissieux, elle comprend des mesures législatives et réglementaires dans le domaine de l'action sociale et de l'urbanisme, dans un partenariat avec les collectivités territoriales et leurs partenaires (bailleurs sociaux, milieux économiques, associations, etc.) reposant souvent sur une base contractuelle. Elle est caractérisée par une approche globale des problèmes en ne dissociant pas les volets urbain, économique et social.
L’instance de décision de la politique de la ville est le comité interministériel des villes. La loi n°2014-173 de programmation pour la ville et pour la cohésion urbaine adoptée définitivement le 21 février 2014 modifiera profondément le paysage de la politique de la ville en France.

## Présentation

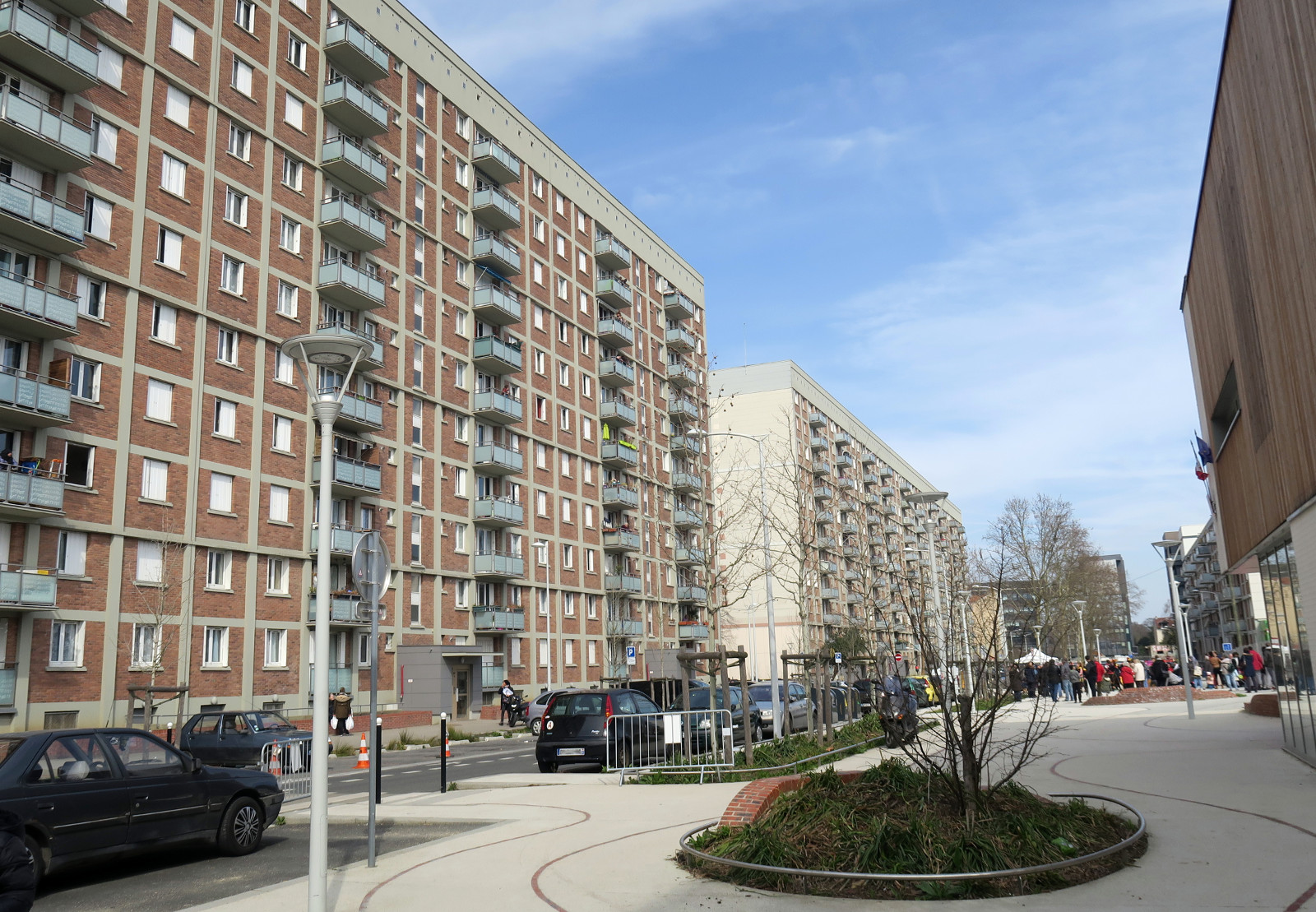
Le Chaperon-Vert, à Gentilly.

C'est au cours des années 1970 et 1980 qu'une approche globale, à la fois sociale, économique et urbanistique, des problèmes spécifiques aux villes modernes est apparue nécessaire. Cette prise de conscience a mené à la création d'un ministère de la Ville en 1990. Cette « politique de la ville » a toutefois un statut particulier, car, bien au-delà du ministère qui lui est spécifiquement dédié, elle consiste en un large ensemble d'actions menées par plusieurs ministères différents dans le cadre de leurs politiques propres : mesures en faveur du logement, politique en faveur de l'emploi et du développement économique des quartiers, sécurité et prévention de la délinquance, enseignement scolaire et promotion de l'« égalité des chances »... Pas moins de 11 des 34 missions de l'État identifiées par le projet de loi de finances pour 2007 sont regroupées à un titre ou à un autre sous la bannière de la politique de la ville.
La politique de la ville oblige les différents départements ministériels à coopérer entre eux, mais implique aussi un partenariat entre l'État et les collectivités territoriales concernées. L'État intervient alors dans le cadre de contrats conclus avec les communes et autres acteurs locaux : contrats de ville, contrats urbains de cohésion sociale. Cette action repose sur une cartographie préalable du territoire urbain, qui identifie les quartiers qui feront l'objet d'aides : les zones urbaines sensibles.
Deux décrets du 30 décembre 2014, modifiés par un décret du 14 septembre 2015 ont établi la liste des quartiers prioritaires de la politique de ville, en métropole et dans les outre-mer.

### Les zones urbaines sensibles (ZUS)

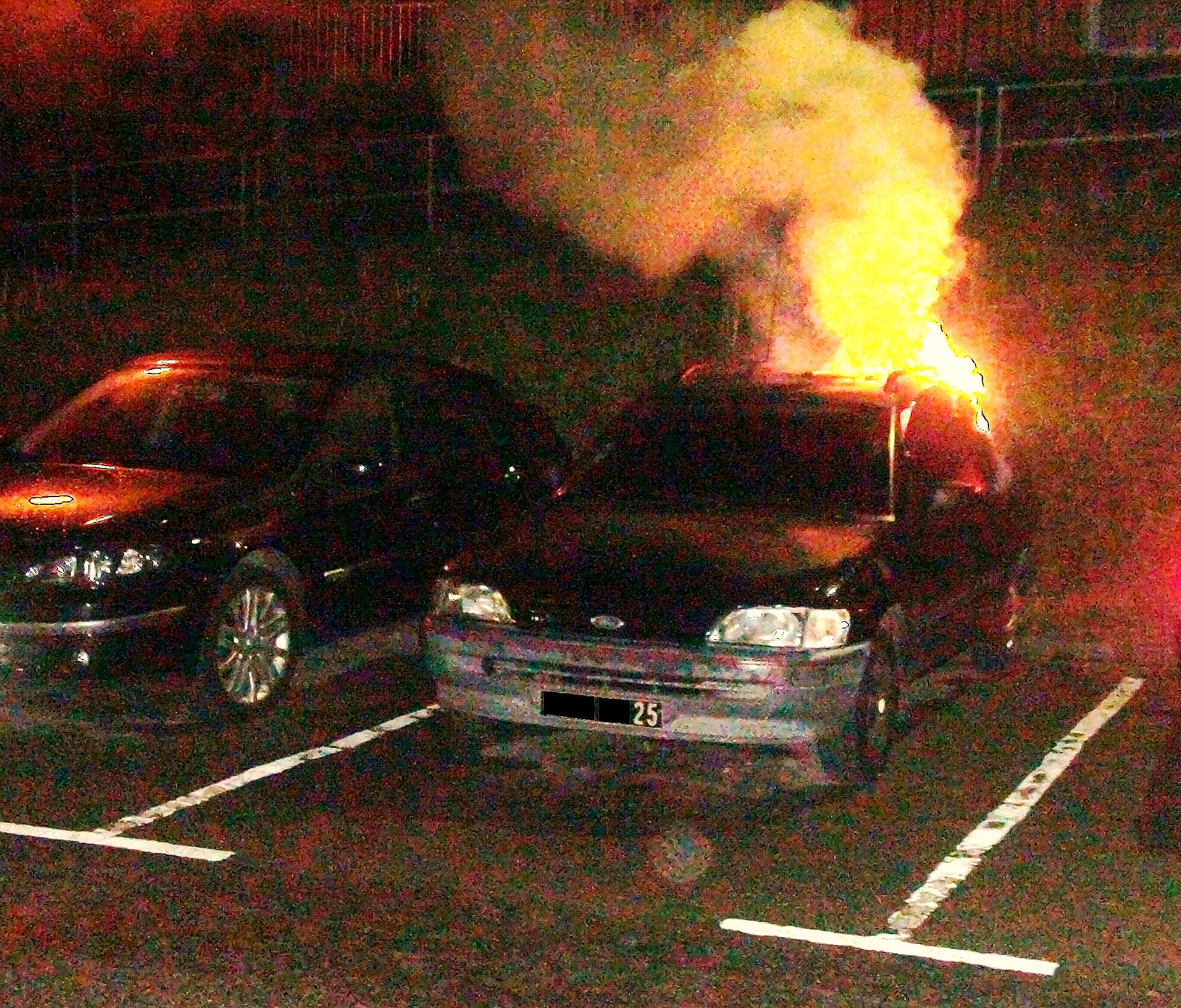
Voiture en feu dans le quartier Planoise de Besançon.

L’art. 1er de la loi du 14 novembre 1996 relative à la mise en œuvre du pacte de relance pour la ville donne une définition de la politique de la ville :
« La politique de la ville et du développement social urbain est conduite par l'État et les collectivités territoriales dans le respect de la libre administration de celles-ci, selon les principes de la décentralisation et dans le cadre de la politique d'aménagement du territoire. »
Outre les objectifs de diversité de l'habitat et de mixité sociale définis par la loi du 13 juillet 1991 d'orientation pour la ville, elle a pour but de lutter contre les phénomènes d'exclusion dans l'espace urbain et de favoriser l'insertion professionnelle, sociale et culturelle des populations habitant dans des grands ensembles ou des quartiers d'habitat dégradé.
Les zones urbaines sensibles formalisent la notion de « quartier en difficulté » : elles sont caractérisées par la présence de grands ensembles ou de quartiers d'habitat dégradé et par un déséquilibre accentué entre l'habitat et l'emploi. Elles comprennent les zones de redynamisation urbaine et les zones franches urbaines (loi du 4 février 1995). L'État a dénombré 751 ZUS en France.
Un observatoire national des zones urbaines sensibles permet d'évaluer l’impact des politiques publiques dans les ZUS. Les ZUS comprennent les ZRU, qui elles-mêmes englobent les ZFU.

### Les zones de redynamisation urbaine (ZRU)
Les zones de redynamisation urbaine correspondent à celles des zones urbaines sensibles qui sont confrontées à des difficultés particulières, appréciées en fonction de leur situation dans l'agglomération, de leurs caractéristiques économiques et commerciales et d'un indice synthétique. Celui-ci est établi, dans des conditions fixées par décret, en tenant compte du nombre d'habitants du quartier, du taux de chômage, de la proportion de jeunes de moins de vingt-cinq ans, de la proportion des personnes sorties du système scolaire sans diplôme et du potentiel fiscal des communes intéressées.
Les ZRU bénéficient de mesures fiscales spécifiques et d'exonérations de cotisations sociales.

### Les zones franches urbaines (ZFU)

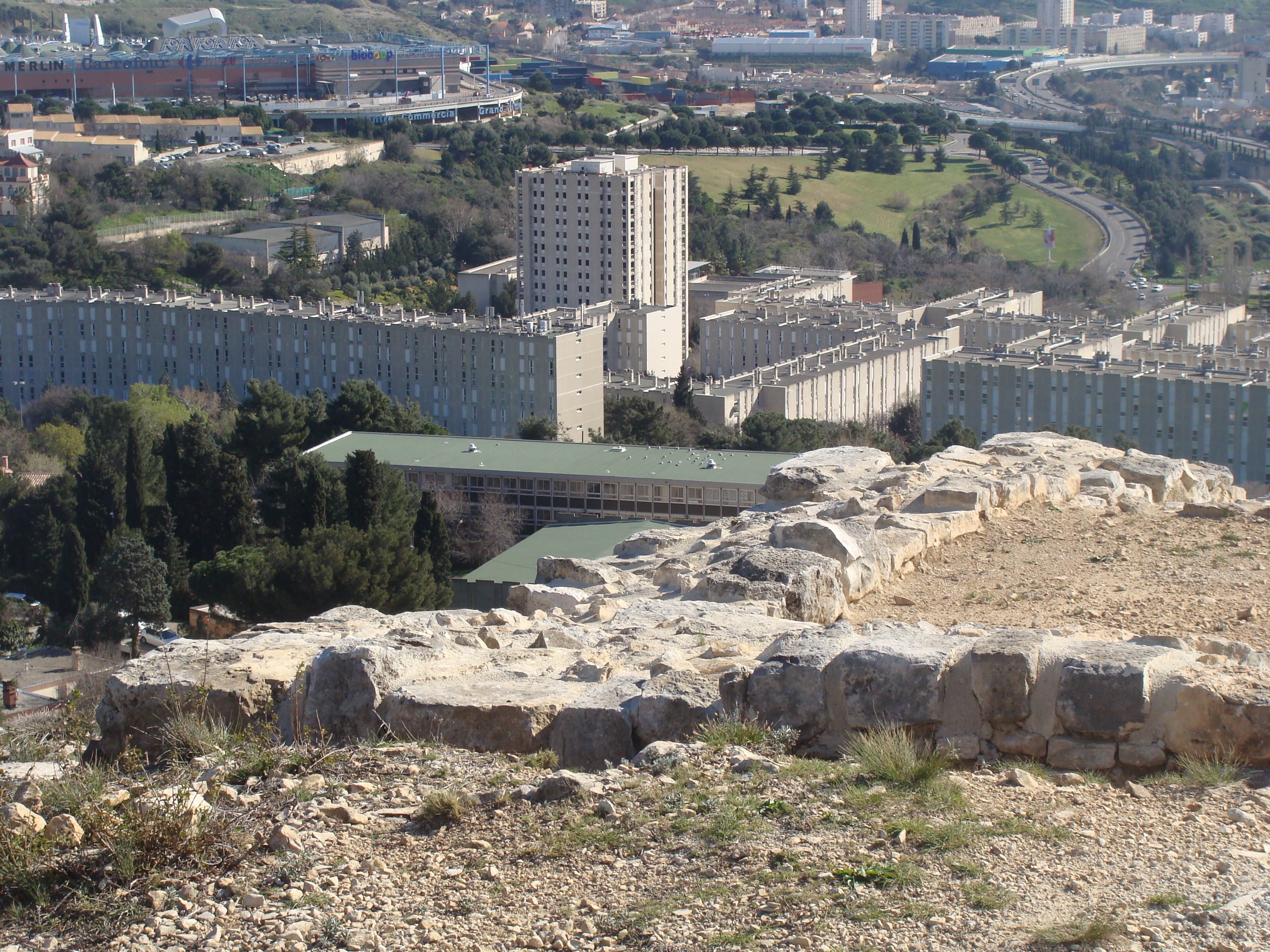
La cité marseillaise de La Castellane est incluse au sein d'une vaste zone franche urbaine.

Des zones franches urbaines sont créées dans des quartiers de plus de 8 500 habitants (loi du 31 mars 2006 pour l'égalité des chances) particulièrement défavorisés au regard des critères pris en compte pour la détermination des ZRU. Ces zones, au nombre de 100, ont été créées en trois temps :
- la loi du 1er janvier 1996 (pacte de relance pour la ville) a créé 44 ZFU.
- la loi Borloo du 1er août 2003 a ajouté 41 nouvelles ZFU.
- la loi du 31 mars 2006 « pour l'égalité des chances » en a créé 15 supplémentaires.

Ces ZFU, créées à l'origine pour cinq ans, ont été prorogées jusqu'au 31 décembre 2011.
Leur délimitation est opérée par décret en Conseil d'État, en tenant compte des éléments de nature à faciliter l'implantation d'entreprises ou le développement d'activités économiques. Cette délimitation pourra prendre en compte des espaces situés à proximité du quartier, si ceux-ci sont de nature à servir le projet de développement d'ensemble dudit quartier. Ces espaces pourront appartenir, le cas échéant, à une ou plusieurs communes voisines qui ne seraient pas mentionnées dans ladite annexe. En zone franche urbaine, sont octroyées des exonérations sur les bénéfices, sur les taxes pour une durée de 14 ans, de cotisations patronales et sociales. Mise en place de dispositions visant à favoriser l'emploi des jeunes dans les quartiers sensibles : aide hebdomadaire par emploi de jeunes non qualifiés issus des ZUS. Simplification administrative : pas de déclaration préalable dans le cadre d'installation de bâtiments commerciaux d’une surface inférieure à 1 500 m2.

### Le programme national de rénovation urbaine (PNRU)
L’article 6 de la Loi d'orientation et de programmation pour la ville et la rénovation urbaine du 1er août 2003 (loi Borloo) modifié par la loi du 18 janvier 2005 dispose que le programme national de rénovation urbaine vise à restructurer, dans un objectif de mixité sociale et de développement durable, les quartiers classés en zone urbaine sensible. À titre exceptionnel, après avis conforme du maire de la commune ou du président de l'établissement public de coopération intercommunale compétent et accord du ministre chargé de la ville et du ministre chargé du logement, les zones présentant des caractéristiques économiques et sociales analogues peuvent être concernées.

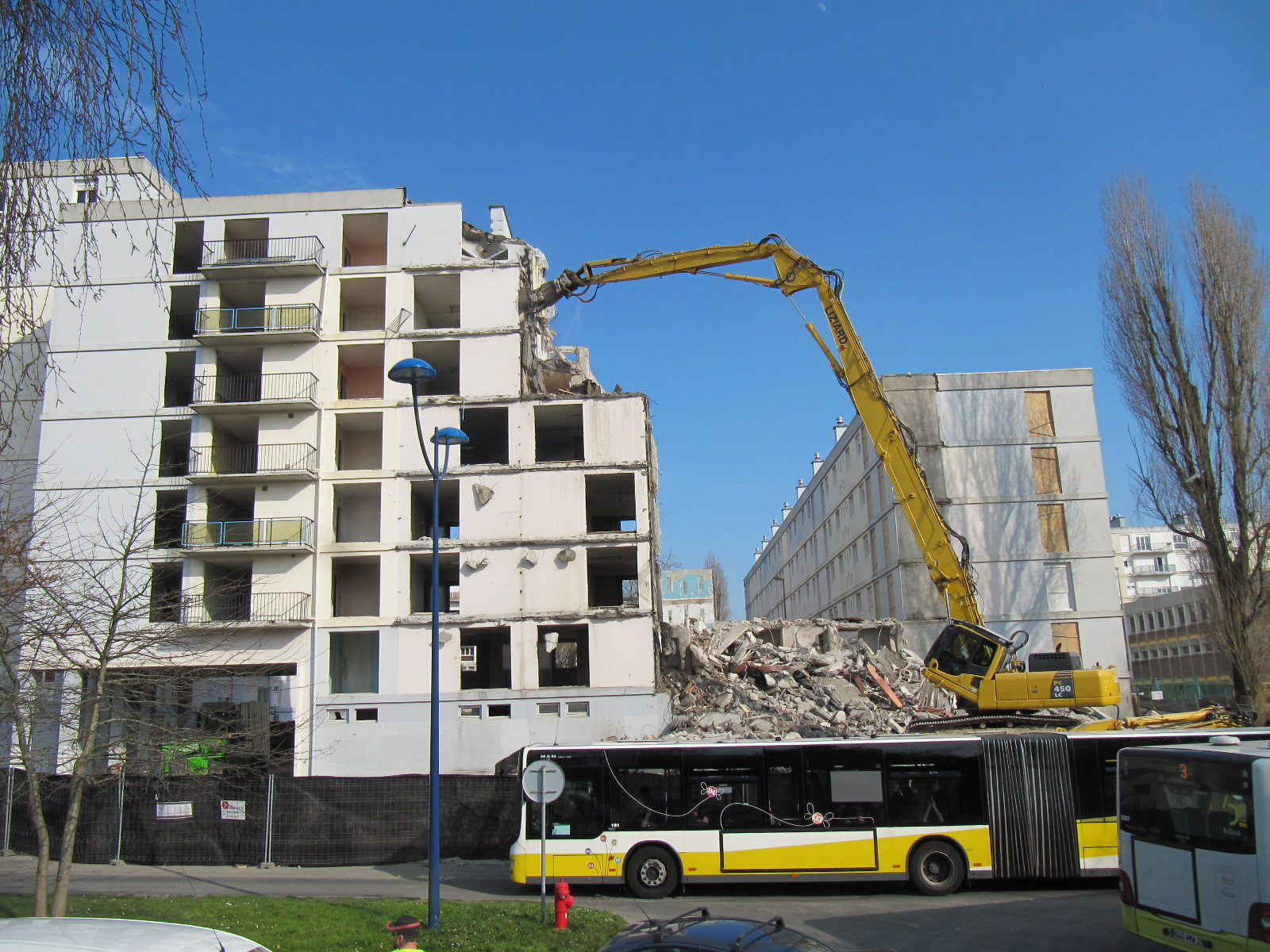
Destruction à Bellevue, Brest.

Il comprend des opérations d'aménagement urbain, à savoir :
- réhabilitation, démolition et production de logements
- création, réhabilitation et démolition d'équipements publics ou collectifs
- réorganisation d'espaces d'activité économique et commerciale
- tout autre investissement concourant à la rénovation urbaine.

Ainsi, pour la période 2004-2011, il prévoit une offre nouvelle de 250 000 logements locatifs sociaux, soit par la remise sur le marché de logements vacants, soit par la production de nouveaux logements sociaux dans les zones urbaines sensibles ou dans les agglomérations dont elles font partie. Il comprend également, dans les quartiers la réhabilitation de 400 000 logements locatifs sociaux, la transformation d'un nombre équivalent de logements sociaux vétustes ou inadaptés à la demande.
Le programme national de rénovation urbaine, se démarque des contrats de ville :
- Il s’applique uniquement aux ZUS et aux quartiers analogues.
- Le caractère interministériel des interventions est abandonné et s’exprime par la volonté d’une simplification des procédures de financement par la création d’un guichet unique représentée par l’agence nationale pour la rénovation urbaine (ANRU).

Le programme, qui fait l’objet d’une contractualisation, doit correspondre à un projet pluriannuel et comporter un descriptif, opération par opération et année après année, de la maîtrise d’ouvrage et des plans de financements prévus. Il doit pouvoir tenir compte du programme local de l’habitat appliqué localement.

## Les contrats de ville

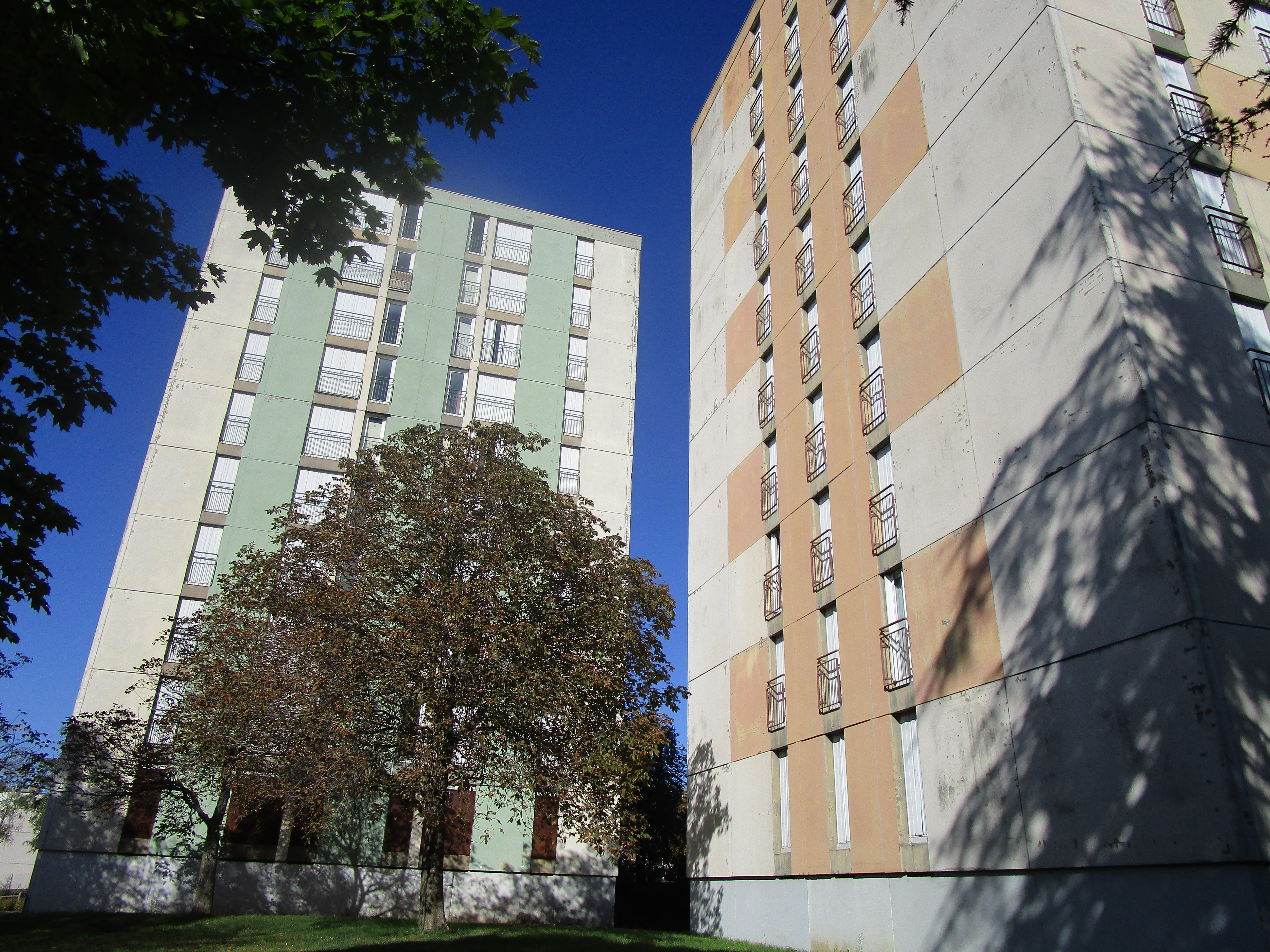
Tours vouées à la destruction à Bourges-Nord.

Le contrat de ville permettait de réaliser des projets urbains, par la voie contractuelle, en associant l'État, les collectivités locales et leurs partenaires. Il a été créé par la loi du 10 juillet 1989 approuvant le Xe plan. Il y avait deux formes principales de contrats de ville :
- les Grands projets de ville (GPV)
- les Opérations de renouvellement urbain (ORU), dont le grand projet de renouvellement urbain (GPRU) pour Paris.

Ce dispositif a été remplacé par les Contrats urbains de cohésion sociale (CUCS) pour la période 2007-2013, puis par les contrats de ville conclus à l'échelle intercommunale définis à l'article 6 de la loi n°2014-173 du 21 février 2014 de programmation pour la ville et la cohésion urbaine.

## Les contrats urbains de cohésion sociale
Les contrats de ville français 2001-2006 sont arrivés à échéance le 31 décembre 2006. Le gouvernement français a alors décidé de mettre en place un nouveau cadre contractuel de la politique de la ville en faveur des quartiers en difficulté, dont le cadre général et les orientations ont été définis par le comité interministériel des villes et du développement urbain (CIV) du 9 mars 2006.
De nouveaux contrats, les contrats urbains de cohésion sociale, d’une durée de 3 ans, reconductibles (2007-2012), ont été proposés aux villes et établissements publics de coopération intercommunale compétents en la matière. Ils sont entrés en vigueur dès le début de l’année 2007.

## Chronologie des politiques de la ville en France
Si les Groupes d'action municipale ont, dès le milieu des années 1960, tenté d'attirer l'attention du monde politique sur l'importance sociale de ce type de politiques, la politique de la ville en tant que telle n'apparaît qu'à la fin des années 1970. Depuis une série de plans successifs se sont succédé, souvent en réponse à des crises ponctuelles.
- 1977 : opérations « Habitat et vie sociale » (HVS) sous la direction de Jacques Barrot, secrétaire d'État au Logement dans le gouvernement de Raymond Barre. Ces opérations visent à réhabiliter les HLM avec l'aide financière de l'État.

- 1981 : violents incidents dans le quartier des Minguettes (à Vénissieux dans la banlieue de Lyon). Lancement du dispositif « Opérations anti été chaud » ensuite rebaptisé « Opérations prévention été » puis « Ville-Vie-Vacances », et création des zones d’éducation prioritaires (ZEP) par Alain Savary, ministre de l'Éducation nationale.
- 1981-1983 : Trois rapports qui seront les fondements de la politique de la ville :
  - Le rapport Schwartz (1981) : « L’insertion professionnelle et sociale des jeunes », qui sera à l'origine de la création des Missions Locales et de la Délégation Interministérielle aux Jeunes.
  - Le rapport Bonnemaison (1982) : « Face à la délinquance : prévention, répression, solidarité », qui introduira la notion de prévention de la délinquance (avec la création des Conseils National et Communaux de Prévention de la Délinquance).
  - Le rapport d'Hubert Dubedout (1983), maire  de Grenoble (et membre fondateur de son groupe d'action municipale) : « Ensemble refaire la ville », qui s'arrête sur la question des quartiers déshérités et qui amènera à la mise en œuvre des opérations de Développement Social des Quartiers (DSQ) et à la constitution du Conseil National du DSQ.
- 1983 : lancement de la mission « Banlieues 89 » par Roland Castro et Michel Cantal Dupart, dont l'objectif est de réhabiliter et relier entre elles les banlieues.
- 1984-1988 : Premiers contrats de plan État-régions intégrant le Développement social des quartiers : 148 conventions concernant environ 170 quartiers.
- 1988 : création de la Délégation interministérielle à la ville, dirigée par Yves Dauge en remplacement du Conseil National du développement social des quartiers. La reprise en main au niveau de l'État vise à étendre et professionnaliser les actions[6]. Toutefois, les dirigeants de la structure s'institutionnalisent ; après  Yves Dauge, il s'agit de fonctionnaires, ce qui fait perdre le caractère auto-gestionnaire présent au sein du CNDSQ, qui était présidé par des maires[7].
- 1988 : création du Conseil national des villes, instance consultative placée auprès du Premier ministre, a pour mission de conseiller le Gouvernement sur l'élaboration de la politique de la ville, le développement social urbain et les nouvelles formes de démocratie de proximité et de participation des habitants. L'instance est composée de 55 membres répartis en trois collèges. Elle a été créée pour favoriser le dialogue entre le niveau étatique et local, pour émettre des avis et recommandations sur des sujets variés: économie, logement, prévention de la délinquance, santé, etc.[8]

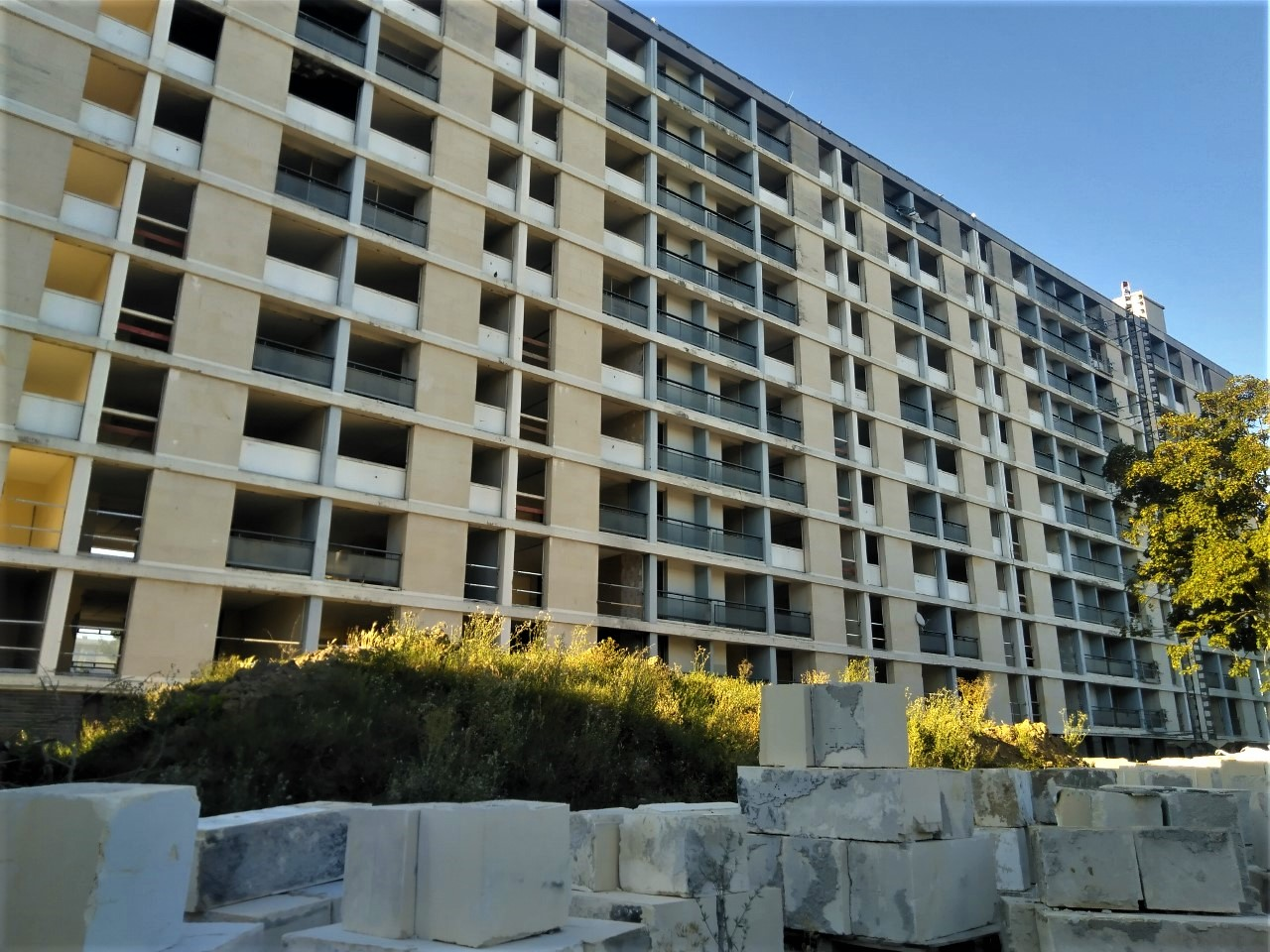
Destruction au quartier du Sanitas, à Tours, avec récupération des pierres de tuffeau.

- 1990 : après les troubles de Vaulx-en-Velin, François Mitterrand annonce dans son discours de Bron la création d'un ministère de la Ville, confié à Michel Delebarre.

- 1991 : premiers Grands Projets urbains du gouvernement de Michel Rocard ; loi d'orientation pour la ville (LOV).

- 1992 : Bernard Tapie, nouveau ministre de la Ville, démissionne trois jours après avoir proposé un « plan pour les banlieues ».

- 1994 : premiers contrats de ville sous l'impulsion de Simone Veil, ministre des Affaires sociales dans le gouvernement d'Édouard Balladur.

- 1996 : pacte de relance pour la ville du gouvernement d'Alain Juppé : création des zones urbaines sensibles.

- 1999 : nouveaux contrats de ville ; programme de rénovation urbaine du Comité interministériel à la ville du 14 décembre 1999 : GPV et ORU.

- 2000 : Loi relative à la solidarité et au renouvellement urbains dite loi SRU, loi élaborée autour de trois exigences :
  - exigence de solidarité ,
  - développement durable ,
  - renforcement de la démocratie et de la décentralisation.

La loi SRU reste surtout connue pour son article 55 qui impose aux villes de plus de 3500 habitants de disposer d'au moins 20 % de logements sociaux.
- 2003 : programme national de rénovation urbaine (PNRU) de la loi Borloo ; création de l'agence nationale pour la rénovation urbaine (ANRU) (loi d'orientation et de programmation pour la ville et la rénovation urbaine du 1er août 2003, dite loi Borloo).

- 2005 :
  - loi de programmation pour la cohésion sociale du 18 janvier 2005
  - loi pour l'égalité des chances du 31 mars 2006
  - automne : une vague sans précédent d'émeutes urbaines remet au premier plan de l'actualité la politique de la ville.

- 2006 :

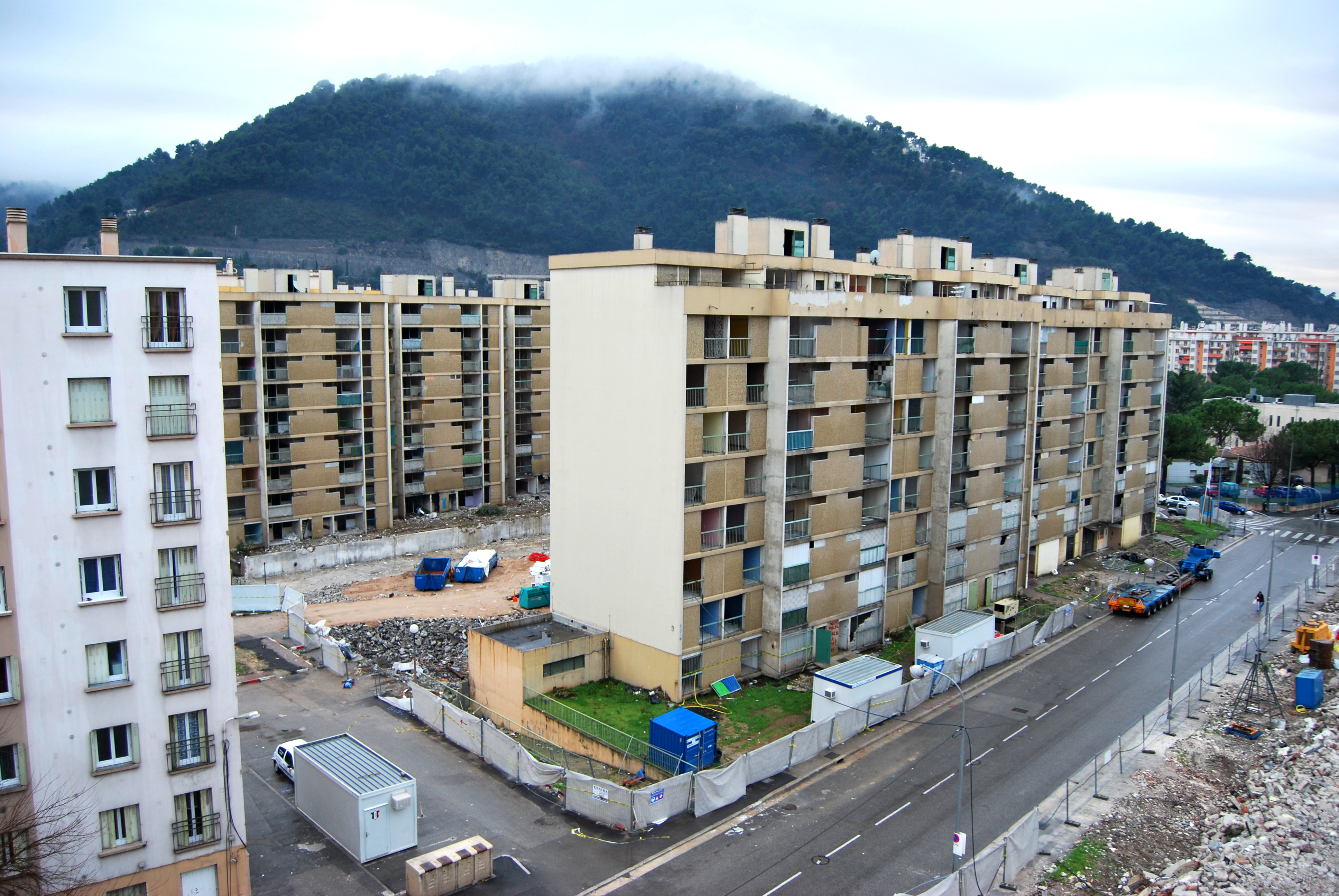
Démolition à L'Ariane, à Nice.

  - loi portant Engagement National pour le Logement (loi ENL) du 13 juillet 2006

- 2007 : remplacement des contrats de ville par le contrat urbain de cohésion sociale

- 2008 : plan banlieue « Une nouvelle politique en faveur des banlieues », présentée par Nicolas Sarkozy, qui veut mettre en synergie l'Éducation nationale, le développement durable, la Police et la sécurité intérieure, les élus locaux, les professionnels de la politique de la ville, le milieu associatif, les travailleurs sociaux et les entreprises. Cette nouvelle politique a été précédée d'une présentation « Espoir Banlieues - Une dynamique pour la France » présentée en janvier 2008 à Vaulx-en-Velin par Fadela Amara, secrétaire d'État chargée de la Politique de la ville.

- 2018 : Plan gouvernemental de revitalisation des centres-villes baptisé « Action cœur de ville », concernant notamment les villes souffrant de déclin urbain. Ce plan décidé et amorcé en décembre 2017 doit permettre la revitalisation sociale et commerciale des centres-villes de 222 villes de taille moyenne dont la liste est annoncée le 27 mars 2018. Prenant place dans une large réflexion de l'État sur cette problématique, nourri d'un rapport d'André Marcon[9], ce plan mobilise 5 milliards d'euros sur 5 ans. Les villes doivent s'engager dans ce plan dès le printemps 2018. Il agira essentiellement sur la rénovation des logements, notamment en matière de performance énergétique, sur la facilitation de l'implantation commerciale, la transition numérique des commerçants ou la facilitation des démarches d'implantation[10],[11]. Le financement de ce plan est assuré à hauteur d'un milliard par la Caisse des dépôts en fonds propres, 700 millions en prêts, 1,5 milliard d'euros d'Action Logement (l'ex-1 % Logement) et 1,2 milliard d'euros de l'Anah. Pour l'État, cette action s'inscrit dans le cadre de la cohésion du territoire en renforçant les centres périphériques, qui sont vitaux pour assurer un lien entre les métropoles et la ruralité[12].

## Suivi et évaluation
L'article 1 de la loi de 2014 crée un observatoire afin de mesurer les résultats de la politique de la ville ; « Pour mesurer l'atteinte des objectifs de la politique de la ville  un Observatoire national de la politique de la ville analyse la situation et les trajectoires des résidents de ces quartiers, mesure l'évolution des inégalités et des écarts de développement au sein des unités urbaines, contribue, de manière indépendante, à l'évaluation de la mise en œuvre des politiques en faveur de ces quartiers prioritaires et évalue les progrès en matière de participation des habitants aux instances décisionnelles de la politique de la ville. Il élabore une méthodologie nationale et apporte son concours aux structures locales d'évaluation.
Cet observatoire a également pour mission l'analyse spécifique des discriminations et des inégalités entre les femmes et les hommes. L'ensemble des données et statistiques qu'il produit sont établies par sexe.
Cet observatoire élabore un rapport annuel sur l'évolution des quartiers prioritaires de la politique de la ville. Ce rapport est remis au Gouvernement et au Parlement. Il est rendu public. »

## Critiques

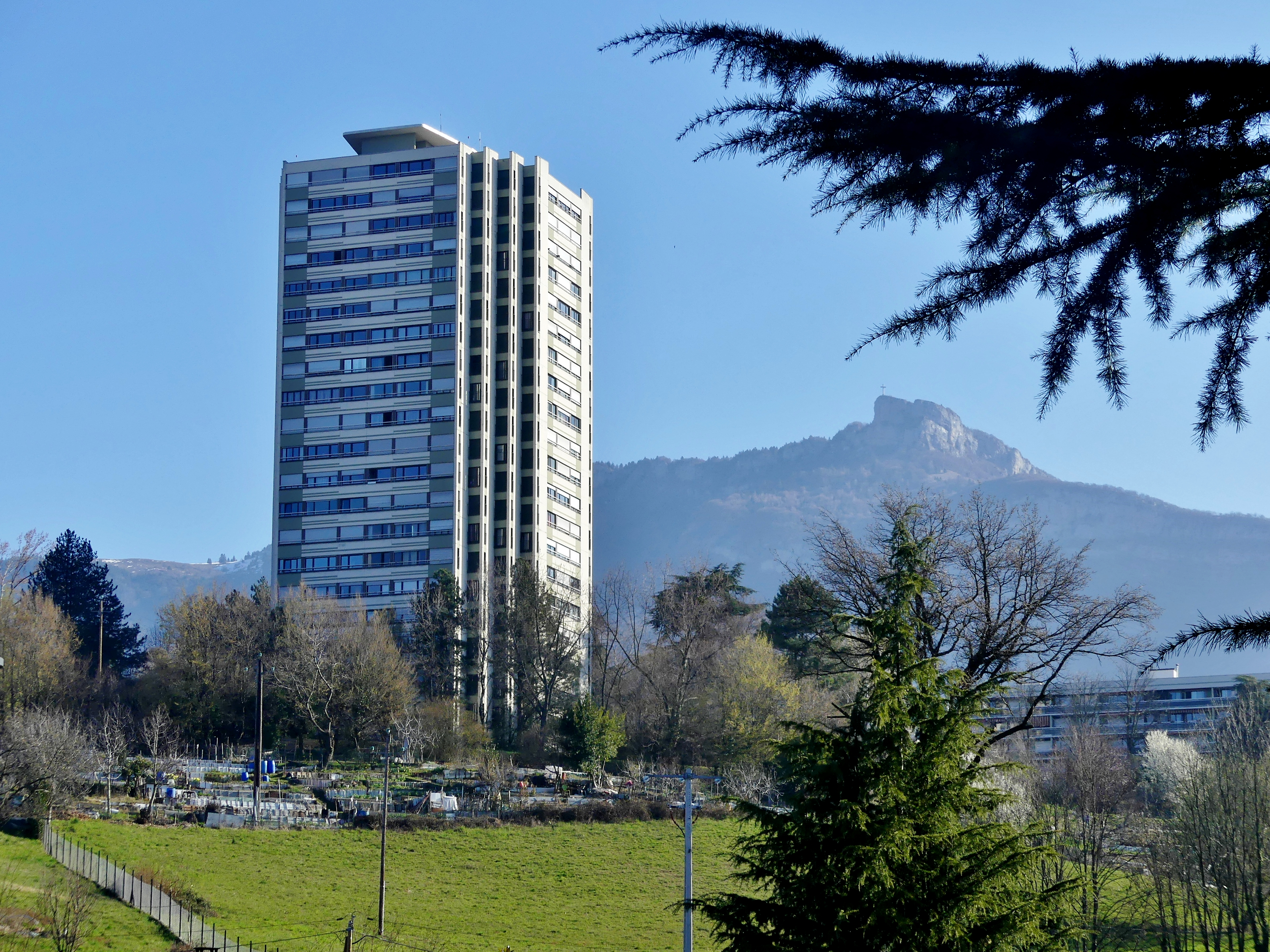
Les Hauts-de-Chambéry.

La politique de la ville mise en place suscite régulièrement des critiques, autant chez les personnalités politiques que chez les sociologues.
Le titre même de « politique de la ville » est trompeur : il s'agit de politique des quartiers pauvres des villes, et non de politique des villes dans leur ensemble.
Sont pointés du doigt la succession de plans sous chaque majorité politique, les milliards d'euros investis sans résultats probants (Malika Sorel, ancienne membre du Haut Conseil à l'intégration parle de « châtiment du tonneau des Danaïdes »), un sondage du 19 février 2015 montrant que seulement 10 % des Français considèrent que la politique de la ville porte ses fruits.
Les initiatives politiques ont certes amené la rénovation de bâtiments, la destruction de grands ensembles et la construction de pavillons, mais apparaît l'erreur de diagnostic selon laquelle seuls devaient être réglées les questions d’urbanisme et sociales, et pas d'intégration et de flux migratoires. Le politologue Gilles Kepel note ainsi que la progression de l'islam radical dans les quartiers est occultée, voire niée.
De son côté, le Premier ministre Manuel Valls parle début 2015 d'« apartheid » concernant les banlieues, critiquant un phénomène de ghettoïsation et appelant à plus de mixité sociale.
Pour sa part, le député PS Malek Boutih dénonce la collusion entre certains élus de banlieue et les « islamo-nazis ».
En 2017, plus d'une centaine de maires de sensibilité politique diverse lance « l'appel de Grigny » qui définit dix mesures d'urgence à prendre pour améliorer la vie dans les quartiers populaires. Ils renouvellent des demandes en 2021.
En décembre 2020, la Cour des Comptes publiait un rapport sur la politique de la ville et l'évaluation de l'attractivité des quartiers prioritaires sur la période 2008-2018. En dépit des moyens financiers et humains déployés, cette attractivité a peu progressé en dix ans.

## Pour approfondir

#### Dispositifs actuels
- Agence nationale pour la rénovation urbaine
- Agence nationale pour la cohésion sociale et l'égalité des chances (ACSÉ)
- zone urbaine sensible • zone de redynamisation urbaine • zone franche urbaine

#### Dispositifs anciens
- contrat de ville • contrat urbain de cohésion sociale
- grand projet de ville • opération de renouvellement urbain